# 岩间圣母圣殿 (累西腓)
岩间圣母圣殿（葡萄牙语：Basílica Nossa Senhora de Penha）是一座罗马天主教宗座圣殿，位于巴西伯南布哥州累西腓，属于嘉布遣会管理。

## 历史
该堂的历史可追溯到位于附近的圣安多尼门外的一个小堂，由法国嘉布遣会建于1655 年， ，同年4月16日扩建，位于贝尔奇奥·阿尔维斯·卡梅洛夫妇捐赠的土地上。目前的教堂建于1870年至1882年，是伯南布哥州唯一的科林斯风格的教堂。其灵感来自威尼斯的聖喬治馬焦雷圣殿。1870年，意大利威尼托嘉布遣会拆除了旧岩间圣母堂，建起目前雄伟的岩间圣母圣殿，于1882年完工。2007年9月2日，修复工作开始，一直持续到2014年7月4日。工程造价约600万雷亚尔，尚未完成。修复工程揭示了一些随着时间流逝而丧失的特征。外部圆顶上的镀金圣徒的原始颜色已经修复，并发现了意大利制造的马赛克。该堂以传统活动圣斐理斯的祝福而闻名，在修复期间，则在附近举行。
与大多数累西腓教堂采用的巴洛克风格不同，岩间圣母圣殿是一座新文艺复兴建筑，是一部内部和外部都具有巨大艺术价值的建筑作品。不幸的是，大多数作品都没有文件来表明作者的身份，在建筑的历史调查中留下了空白。在少数著名作者的作品中，在祭坛画中， 大理石浮雕中的圣方济各和聖安多尼人物由意大利人瓦伦蒂诺·潘西耶拉·贝萨雷（Valentino Panciera Besarel，1829-1902年）创作。但有迹象表明，其他各种作品来自同一个雕塑家。正祭台壁画出自巴西人穆里略·拉格雷卡（Murillo La Greca，1899-1985）之手。

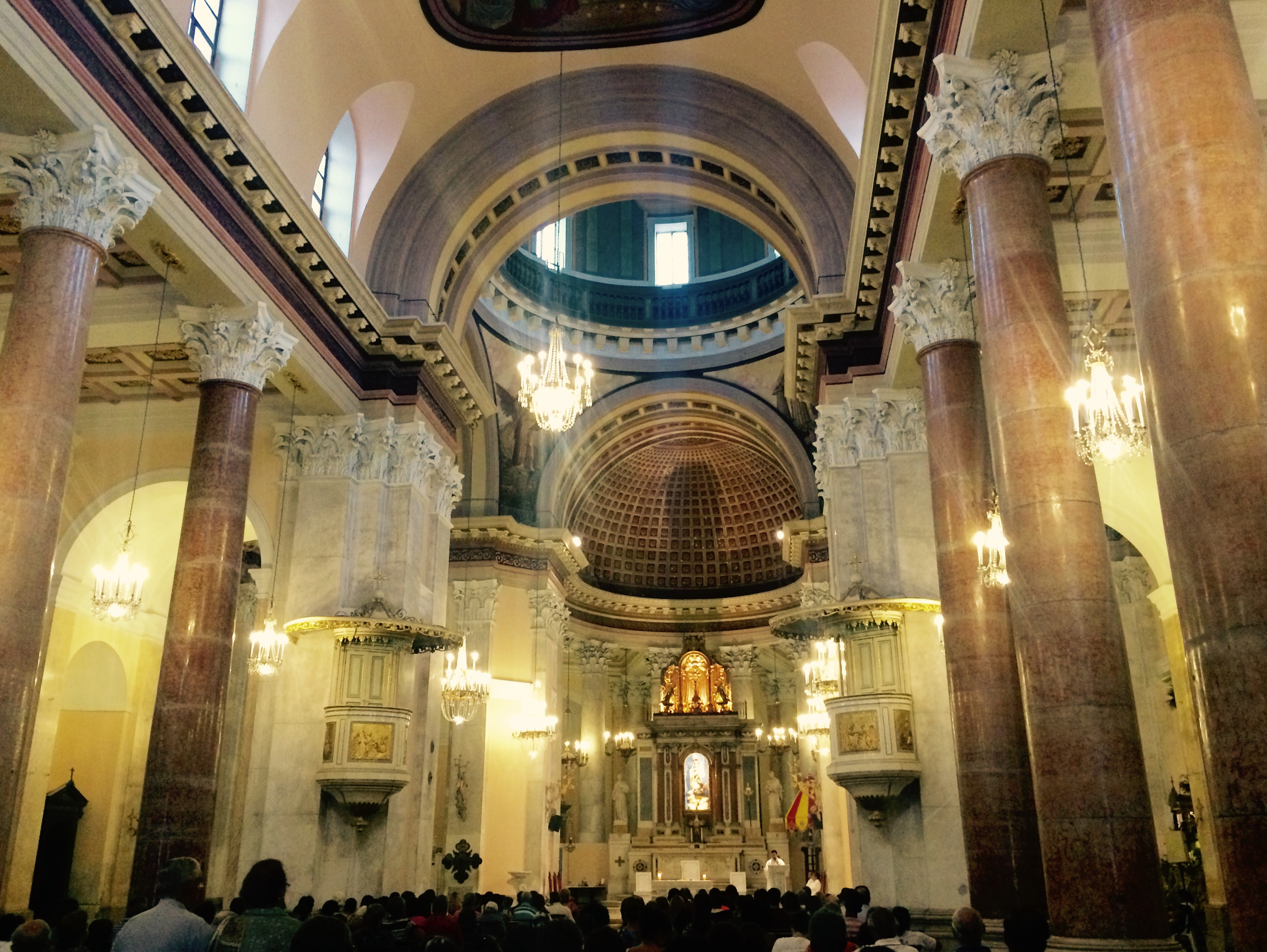
内景